# 윌리엄 스티븐슨
윌리엄 에드워즈 스티븐슨(William Edwards Stevenson, 1900년 10월 25일 ~ 1985년 4월 2일)은 1924년 파리 올림픽에서 1500m 릴레이 금메달을 획득하고 오벌린 단과 대학의 총장을 지낸 미국의 육상 선수이자, 변호사, 외교관이었다.

## 생애
시카고에서 태어난 스티븐슨은 1921년 440 야드에서 AAU 선수권을 우승하였다.
그는 자신이 법률을 공부한 옥스퍼드 대학교에 로즈 장학금을 타기 전에 필립스 아카데미와 프린스턴 대학교를 졸업하였다.
귀국 후, 그는 1920년대에 뉴욕의 남구역을 위한 미국 법무 수석인이 되고 1931년 드베부아즈, 스티븐슨, 플림턴과 페이지의 현저한 뉴욕 법률 상사(현재의 드베부아즈 앤드 플림턴 L. L. P.)를 창립하였다.
파리 올림픽에서 3분 16.0초의 세계 신기록을 세워 금메달을 획득한 미국 1600m 릴레이 팀에서 최종 주자로 달렸다. 그의 동료 선수들은 코모도어 코크랜, 앨런 헬프리치와 올리버 맥도널드였다.
제2차 세계 대전이 일어나는 동안에 스티븐슨과 그의 부인 엘리노어는 영국, 북아프리카, 시칠리아와 이탈리아에서 미국 적십자사를 결성하여 관리하였다. 그들은 군사 작전의 후원에서 공훈적 성과로 청동별 상을 수상하였다.
1946년 오벌린 단과 대학의 총장으로서 어니스트 해치 윌킨스의 뒤를 이어 1960년까지 그 직에 있었다.
1962년 존 F. 케네디 대통령은 스티븐슨을 필리핀 주재 미국 대사로 임명하였으며, 1965년까지 대사직을 지냈다. 그러고나서 그는 콜로라도주에 있는 애스펀 연구소에서 인문주의학의 우두머리가 되었다.
84세의 나이로 플로리다주 포트마이어스에서 사망하였다.